# Speedy Gonzales
Speedy Gonzales (sau Gonzalez), „Cel mai rapid șoricel din întregul Mexic!”, este un șoricel din serialul cu același nume de desene animate creat de: Warner Brothers, Looney Tunes și Merrie Melodies. Principalele caracteristici ale lui Speedy sunt abilitatea sa de a fugi foarte repede și accentul său mexican haios. De obicei, el poartă un sombrero galben foarte mare, tricou și pantaloni albi și o eșarfă roșie. A apărut pentru prima dată în anul 1953.
Vărul lui e Slowpoke Rodríguez, care e foarte diferit. E cunoscut ca cel mai lent șoricel din toată țara – și prin mers, și prin vorbit, dar cu mult mai inteligent decât alți șoareci și decât pisicile. E înarmat cu un revolver sau cu puterea hipnozei. Nu se lasă surprins de nimic. 
Gonzalez este jucat:
- în SUA de:

- Mel Blanc (1953–1989)
- Joe Alaskey (reclame, "Tiny Toons, Looney Tunes: Cartoon Conductor")
- Eric Goldberg (Looney Tunes: Back in Action, 2003 – prezent)
- Bob Bergen (Bah, Humduck! A Looney Tunes Christmas)
- Fred Armisen (The Looney Tunes Show)
- George Lopez (filmul din 2014)

## Filmografie
Din Epoca de Aur a desenelor animate pentru el (1953-1968): 
| Titlul | Anul difuzării |
| --- | -------------- |
| Cat-Tails for Two | 1953           |
| Speedy Gonzales | 1955           |
| - Tabasco Road - Gonzales' Tamales | 1957           |
| Tortilla Flaps | 1958           |
| - Mexicali Shmoes - Here Today, Gone Tamale | 1959           |
| West of the Pesos | 1960           |
| - Cannery Woe - The Pied Piper of Guadalupe | 1961           |
| Mexican Boarders | 1962           |
| - Mexican Cat Dance - Chili Weather | 1963           |
| - A Message to Gracias - Nuts and Volts - Pancho's Hideaway - Road to Andalay | 1964           |
| - It's Nice to Have a Mouse Around the House - Cats and Bruises - The Wild Chase - Moby Duck - Assault and Peppered - Well Worn Daffy - Chili Corn Corny - Go, Go Amigo                | 1965           |
| - The Astroduck - Mucho Locos - Mexican Mousepiece - Daffy Rents - A-Haunting We Will Go - Snow Excuse - A Squeak in the Deep - Feather Finger - Swing Ding, Amigo - A Taste of Catnip | 1966           |
| - Daffy's Diner - Quacker Tracker - The Music Mice-Tro - The Spy Swatter - Speedy Ghost to Town - Rodent to Stardom - Go Away, Stowaway - Fiesta Fiasco                                | 1967           |
| - Skyscraper Caper - See Ya Later, Gladiator | 1968           |